# Oliphant v. Suquamish Indian Tribe
Oliphant v. Suquamish Indian Tribe war ein Fall, der vom obersten Gerichtshof der Vereinigten Staaten im Jahre 1978 entschieden wurde. Die Richter hielten fest, dass Indianerstämme keine strafrechtliche Gerichtsbarkeit ausüben können, wenn der Angeschuldigte kein Indianer ist.
Der Entscheid war ein schwerer Rückschlag für die Gemeinschaft der eingeborenen Amerikaner, und die Zahl der Verbrechen an Indianern nahm zu.
Erst 35 Jahre später wurde unter der Obama-Regierung ein Gesetz erlassen – die Violence Against Women Reauthorization Act of 2013 – welches es Indianerstämmen wieder erlaubte, nicht-indianische Angeschuldigte in Fällen von häuslicher Gewalt zu verurteilen. Die Gerichtsbarkeit bei allen anderen Verbrechen verbleibt jedoch beim Bundesstaat.

## Fallgeschichte
Im August 1973, während der Feiertage für Chief Seattle, geriet Mark David Oliphant, ein ständiger Bewohner des Port-Madison-Indianerreservats im nordwestlichen Teil des Bundesstaates Washington, mit der Polizei in Konflikt. Er hatte Angehörige der indianischen Polizeibehörde angegriffen und widersetzte sich der Festnahme.
Wegen der Feierlichkeiten sandte Kitsap County nur einen Beamten zur Unterstützung und das Bureau of Indian Affairs keinen. Bei der Verhaftung von Oliphant morgens um 4 Uhr 30 waren nur Beamte der indianischen Polizei (engl. tribal police) zugegen.
Oliphant ließ dann bei einem Bundesgericht seine Haft überprüfen, mit dem Grund, als Nicht-Indianer könne er nicht als Subjekt von indianischen Behörden gelten.

### Bundesgerichte
Die Haftprüfung (engl. writ of habeas corpus) wurde von den Gerichten abgelehnt. Das Gericht des 9. Gerichtskreises, ein für die Ostküste der USA zuständiges  Appellationsgericht, begründete dies damit, dass die Strafgerichtsbarkeit gegenüber Nicht-Indianern ein wesentlicher Teil der indianischen Souveränität sei. Auch sei es unabdingbar dafür, dass in den Indianerreservaten Recht und Ordnung herrsche. Zudem gäbe es keinen Vertrag und kein vom amerikanischen Kongress verabschiedetes Gesetz, welches die Strafgerichtsbarkeit der Indianerstämme einschränke.

### Urteil des Supreme Court
Der oberste Gerichtshof der USA entschied mit einer 6-zu-2-Mehrheit zu Gunsten Oliphants und hielt fest, dass indianische Stammesgerichte keinerlei strafrechtliche Gerichtsbarkeit gegenüber Nicht-Indianern ausüben könnten, auch wenn sich die Taten auf deren Gebieten ereignet hatten.
William Rehnquist verfasste die Mehrheitsmeinung, die vor allem die folgenden Punkte aufführte:
- Nach der Analyse der Beratungen des Kongresses über dieses Thema existiere eine „unausgesprochene Annahme“ (engl. unspoken assumption), dass Indianerstämme keinerlei Strafgerichtsbarkeit gegenüber Nicht-Indianern besäßen.
- Die Suquamish hatten 1855 den Vertrag von Point Elliott abgeschlossen, welcher aber die Strafjustiz in den künftigen Indianer-Reservaten nicht anspricht. Während die Vorinstanzen dies als Beleg dafür sahen, dass die Vereinigten Staaten die Strafgerichtsbarkeit vollumfänglich bei den Indianerstämmen belassen wollten, war der Supreme Court anderer Meinung: Da der US-Kongress annahm, dass die Strafgerichtsbarkeit gegenüber nicht-indianischen Angeschuldigten ohnehin bei den Bundesbehörden läge, sei dieses Thema im Vertrag ausgespart worden.
- Indem die Indianerstämme sich über eine Reihe von Verträgen den Vereinigten Staaten angeschlossen hatten, hätten sie das Recht verloren, Nichtindianer zu verurteilen, außer es geschähe auf eine Weise, die für den Kongress akzeptabel sei.
- Nicht-indianische Bürger sollten nicht fremden Gebräuchen und Verfahren ausgesetzt sein; dies in einer Analogie zu Ex parte Crow Dog (1883). In diesem Fall wurde ein Indianer nach der Tötung eines anderen Indianers freigesprochen, da der Angeklagte schon von einem Stammesgericht verurteilt wurde und weil es ungerecht sei, jemanden nach den Gesetzen der Weißen, einer fremden „Rasse und Tradition“, zu verurteilen.

Thurgood Marshalls Minderheitsmeinung, die vom vorsitzenden Richter, Warren E. Burger, unterstützt wurde, fiel mit drei Sätzen äußerst knapp aus und verwies schlicht auf die Entscheidung der Vorinstanz:

“I agree with the court below that the "power to preserve order on the reservation ... is a sine qua non of the sovereignty that the Suquamish originally possessed." Oliphant v. Schlie, 544 F.2d 1007, 1009 (CA9 1976). In the absence of affirmative withdrawal by treaty or statute, I am of the view that Indian tribes enjoy, as a necessary aspect of their retained sovereignty, the right to try and punish all persons who commit offenses against tribal law within the reservation. Accordingly, I dissent.”

„Ich stimme mit der niedrigeren Instanz überein, dass die „Macht, die Ordnung im Reservat wiederherzustellen ... ein unabdingbarer Teil der Souveränität ist, welche die Suquamish ursprünglich besessen haben.“ Oliphant v. Schlie, 544 F.2d 1007, 1009 (CA9 1976). In Abwesenheit einer Übereinkunft, welche ihnen dieses Recht entzieht, bin ich der Ansicht, dass die indianischen Stämme, als notwendiger Aspekt ihrer bewahrten Souveränität, das Recht behalten haben, alle Menschen, die auf Stammesgebiet gegen Stammesrecht verstoßen, anzuklagen und zu bestrafen. Daher widerspreche ich.“

## Folgen
“WARNING WARNING
NO OUTSIDE WHITE VISITORS ALLOWED BECAUSE OF YOUR FAILURE TO OBEY THE LAWS OF OUR TRIBE AS WELL AS THE LAWS OF YOUR OWN. THIS VILLAGE IS HEREBY CLOSED.”

„Achtung - Achtung
Keine auswärtigen weißen Besucher erlaubt, weil ihr dabei gescheitert seid, sowohl die Gesetze unseres Stammes zu befolgen wie auch eure eigenen Gesetze. Dieses Dorf ist hiermit geschlossen.“

Nach der Rechtshistorikerin Bethany Berger sei die Mehrheitsmeinung im Fall Oliphant v. Suquamish Indian Tribe ein Flickstück aus geschichtlichen Quellen und isolierten Zitaten aus Fällen des 19. Jahrhunderts, und Belege, die die Auffassung der vorherigen Instanz unterstützten, seien entweder in Fußnoten verpackt oder gleich ignoriert worden. Nach Barsh & Henderson (1979) habe Rehnquist nur sechs der 366 Verträge, welche Indianerstämme mit den Vereinigten Staaten abgeschlossen hatten, analysiert und für die Urteilsbegründung herangezogen.
Eine 1980 veröffentlichte Studie berichtete über die Ergebnisse von zwölf Besuchen auf Indianerreservaten, und 200 Fragebögen, die an Stammesregierungen versandt wurden. Die Autoren bestätigten schwerwiegende Lücken in der Polizeiarbeit in Indianer-Reservaten, die eine nicht-indianische Bevölkerung aufweisen. In der Folge von Oliphant v. Suquamish Indian Tribe hatten die meisten Reservate jegliche Strafverfolgung von nicht-indianischen Tätern eingestellt. Die Rate an Straftaten stieg – insbesondere Verkehrsdelikte – und die Arbeitsmoral der Stammespolizeikräfte sank. Ebenso entstanden wirtschaftliche Schwierigkeiten, weil Bußgelder wegfielen. Als kurzfristige Lösung ließen einige Stammesbehörden ihre Polizeibeamten zusätzlich als Beamte des jeweiligen County oder des Bundesstaaten vereidigen, und ebenso wurden einige Straftatbestände in das Privatrecht ausgelagert.
Im Jahr 2013 wurde der Violence Against Women Reauthorization Act verabschiedet, der im März 2015 in Kraft trat; es überträgt den Stammesbehörden die Kompetenz, gewalttätige häusliche Übergriffe von nicht-indianischen Männern gegenüber indianischen Frauen zu verfolgen und zu bestrafen.
Problematisch bleibt bis heute, dass bei diesen Straftaten – und solchen, die unter die Kompetenz des Bundesstaates fallen – zunächst die unterfinanzierten Stammesbehörden ermitteln, die nicht immer auf hochstehende kriminaltechnische Methoden zurückgreifen können. Ebenso entstehen Verzögerungen durch Kompetenzstreitigkeiten zwischen den Ermittlern des Stammes und den Polizeibehörden des Bundesstaates. So ist die Aufklärungsrate von Verbrechen gegen indigene Amerikaner immer noch gering geblieben.

## Weitere, darauf aufbauende Fälle

### Duro v. Reina(1990)
Im Jahre 1990 erweiterte der Supreme Court im Fall Duro v. Reina die Entscheidung von 1978, so dass Indianerstämme auch keine strafrechtliche Kompetenz gegenüber den Angehörigen fremder Indianerstämme besitzen.

#### Vorgeschichte
Alberto Duro war ein Indianer aus Kalifornien, der in einem Reservat eines anderen Indianerstammes in Arizona lebte und arbeitete. 1984 wurde ihm vorgeworfen, einen 14-jährigen Jungen auf dem Gebiet des Reservates getötet zu haben.
Der Staatsanwalt von Arizona beantragte die Einstellung des Verfahrens, weil sie für Straftaten zwischen Indianern auf Stammesgebieten nicht zuständig seien, und Duro wurde den Stammesbehörden des Reservates überstellt, welche ihn jedoch nur wegen des verbotenen Gebrauchs einer Feuerwaffe anklagen durfte – denn Bundesgesetze erlaubten Indianerstämmen nur die strafrechtliche Verfolgung von Ordnungswidrigkeiten. Die Stammesbehörden lehnten seine Haftentlassung ab. Er appellierte an den U.S. District Court for the District of Arizona, welcher seine Freilassung anordnete.
Dies wurde damit begründet, dass nach Oliphant ein Stammesgericht keine Nicht-Indianer verurteilen könne. Wenn aber ein Stammesgericht einen indianischen Nicht-Angehörigen des eigenen Stammes verurteilen könne, jedoch keinen nicht-indianischen US-Bürger, so sei die grundrechtlich geforderte Gleichbehandlung der Rassen nicht mehr gewährleistet.
Das Circuit Court of the 9th Circuit kehrte diesen Entscheid wieder um, weil ein juristisches Machtvakuum entstünde, wenn Indianerstämme nicht mehr über Nicht-Stammesmitglieder urteilen könnten und die Behörden des Bundesstaates nur über Nichtindianer. Wenn Täter und Opfer verschiedenen Stämmen angehörten, wäre nach Maßgabe der vorherigen Instanz gar kein Gericht zuständig.

#### Supreme Court
Die nächste Instanz, der Supreme Court, befand, dass die Indianerstämme nicht ihre gesamte Souveränität verloren hätten, als sie sich den Vereinigten Staaten angeschlossen hatten. Lediglich das Recht, Sachverhalte zwischen Mitgliedern und Nichtmitgliedern des Stammes zu regeln, hätten sie verloren. Auch sei Duro ein Bürger der Vereinigten Staaten und habe somit Anspruch auf Grundrechte, die von bestimmten Indianerstämmen nicht gewährt werden. Als Nichtmitglied des betreffenden Stammes habe er auch nicht an den Gepflogenheiten und Vorschriften des Stammes, der ihn wegen des Feuerwaffen-Gebrauchs verurteilen wollte, mitwirken können.
Richter Brennan merkte in seiner Minderheitsmeinung an, dass historische Belege davon ausgehen, dass Indianerstämme auch gegen Nicht-Mitgliedern die Gerichtsbarkeit ausüben können. Ebenso dürften Indianerstämme bei einer strikten Auslegung der Mehrheitsmeinung auch nicht über ihre eigenen Angehörigen richten, weil sie als US-Bürger, genauso wie Angehöriger anderer Stämme, die Grundrechte aus der Verfassung beanspruchen könnten.
Letztlich sei eine politische Mitwirkungsmöglichkeit an den Rechtsvorschriften auch nach Auffassung des Supreme Court nie eine Voraussetzung gewesen, um eine Person anzuklagen. Sonst dürften, streng genommen, US-Gerichte auch keine Ausländer verurteilen.

#### Gesetzesänderung
Nach Protesten von Indianerverbänden erließ der Kongress im folgenden Jahr die Novelle des Indian Civil Rights Act; danach können Indianerstämme wieder die Angehörigen fremder Indianerstämme in Strafprozessen verurteilen.

### United States v. Lara(2004)
Billi Jo Lara war ein Mitglied eines Stammes und lebte im Gebiet eines anderen Stammes, von welchem er nach mehreren Vergehen ausgeschlossen wurde. Er kehrte jedoch wieder zurück, wo er nach einer Festnahme einen Beamten der Stammesbehörde schlug, welcher ebenfalls Bundesbeamter war.
Für diese Straftat wurde er sowohl von der fremden Stammesbehörde wie auch von den Bundesbehörden angeklagt. Lara beklagte, dass ihm wegen derselben Straftat verbotenerweise zwei Mal der Prozess gemacht werde (double jeopardy, Ne bis in idem).
Der Supreme Court verneinte dies, da die Stammesbehörden und die Vereinigten Staaten zwei unterschiedliche Staatsgewalten darstellten, die unabhängig voneinander dieselbe Straftat verfolgen dürfen. Ebenso sei die Verurteilung als Angehöriger eines fremden Stammes durch die örtliche Stammesbehörde rechtens, womit das Gericht den Indian Civil Rights Act bestätigte.